# Legionowo Przystanek
Legionowo Przystanek – przystanek kolejowy w Legionowie, w województwie mazowieckim, w Polsce.

## Ruch pasażerski[1]
| Rok  | Wymiana pasażerska na dobę |
| ---- | -------------------------- |
| 2017 | 300-499                    |
| 2018 | 500-699                    |
| 2019 | 1500-2000                  |
| 2020 | 1000-1500                  |
| 2021 | 1000-1500                  |
| 2022 | 1000-1500                  |
| 2023 | 1500-2000                  |

## Charakterystyka przystanku

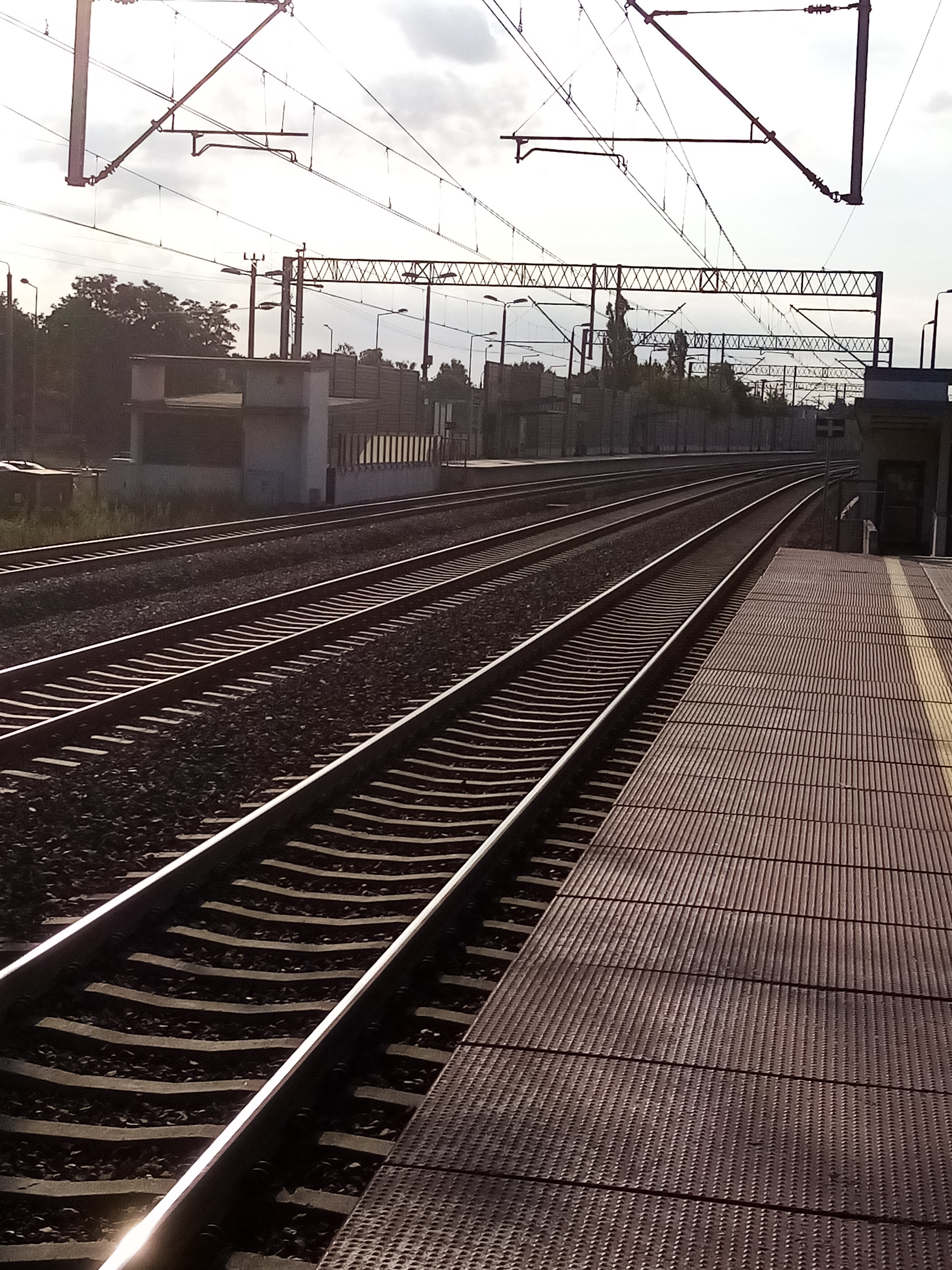
Niezachodzacy na siebie układ peronów.

Przystanek składa się z dwóch peronów, z peronu 1 pociągi kursują w stronę Chotomowa, Modlina i Ciechanowa; pociągi z peronu 2 kursują w stronę Warszawy. Perony zlokalizowane są względem siebie w sposób niezachodzący, dzięki takiej budowie pasażer może szybko przesiąść się do pociągu jadącego z naprzeciwka. Pomiędzy torami obsługiwanymi przez oba perony znajduje się jeszcze jeden tor (środkowy), tor ten służy do przejazdu pociągów dalekobieżnych, które nie zatrzymują się na przystanku i zazwyczaj przejeżdżają z prędkością rzędu 100 km/h.

## Połączenia
| Przewoźnik         | Linia | Trasa |       |
| ------------------ | ----- | --- | ----- |
| Koleje Mazowieckie | R80   | Nasielsk - Legionowo Przystanek – W-wa Gdańska – W-wa Zachodnia – W-wa Służewiec – Piaseczno – Zalesie Górne – Czachówek Wschodni – Góra Kalwaria | [ 4 ] |
| Koleje Mazowieckie | R90   | Warszawa Gdańska/Warszawa Zachodnia – Legionowo Przystanek – Działdowo                                                                            | [ 4 ] |
| Koleje Mazowieckie | RL    | Warszawa Lotnisko Chopina – Legionowo Przystanek – Modlin                                                                                         | [ 4 ] |
| Koleje Mazowieckie | RE92  | Tłuszcz – Legionowo Przystanek – Sierpc | [ 4 ] |